# Musikwissenschaftliches Seminar Detmold/Paderborn

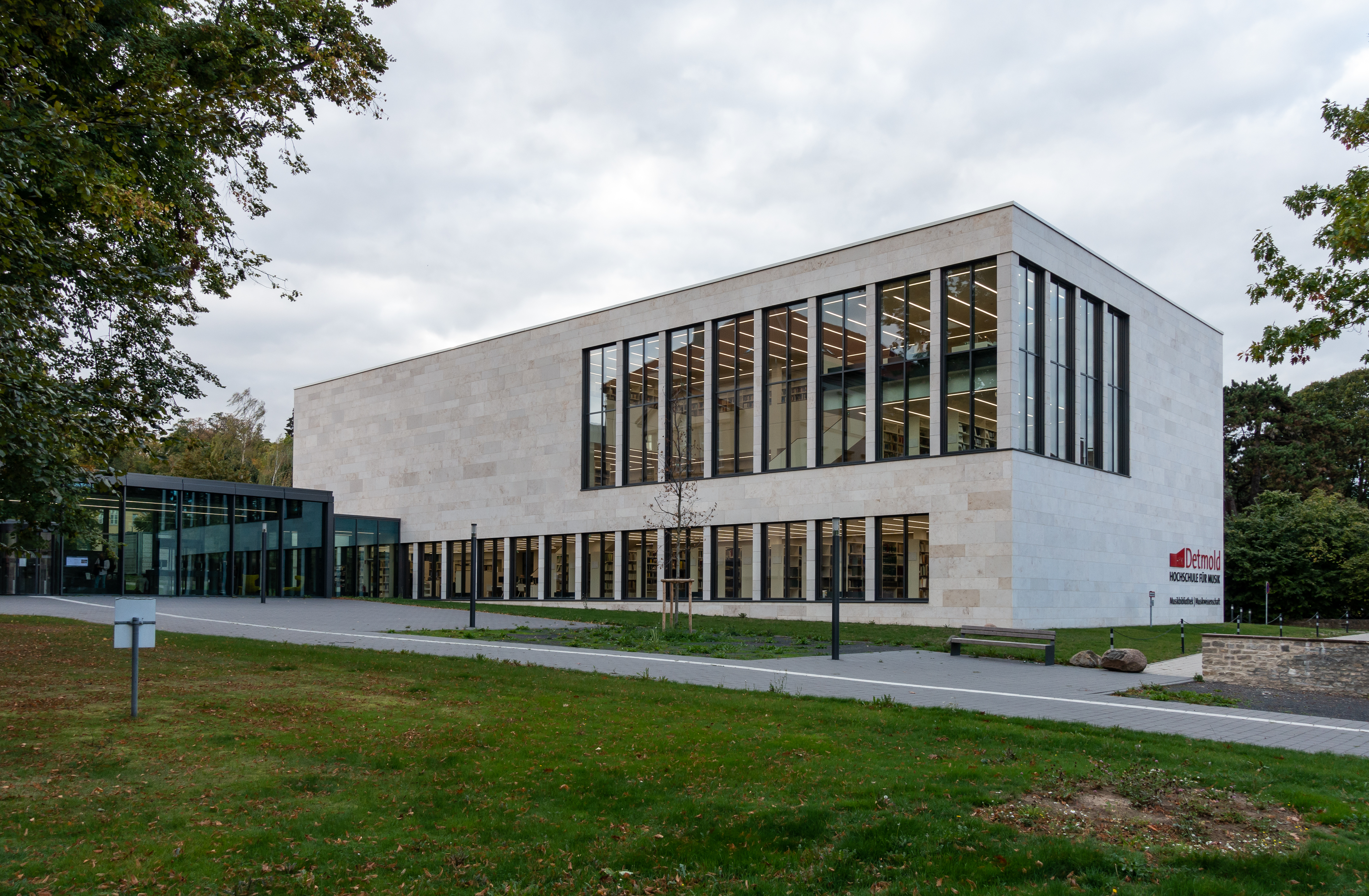
Musikbibliothek und Musikwissenschaftliches Seminar in Detmold

Das Musikwissenschaftliche Seminar Detmold/Paderborn ist eine gemeinsame Einrichtung der Universität Paderborn (Fakultät für Kulturwissenschaften) und der Hochschule für Musik Detmold.

## Geschichte
Im April 1976 wurde ein erster Kooperationsvertrag unterzeichnet, Ende desselben Jahres entschieden die Gremien der Universität Paderborn, einen Studiengang Musikwissenschaft einzuführen. Am 13. Oktober 1977 folgte der Beschluss, in Detmold eine selbstständige Einrichtung für die Musikwissenschaft ins Leben zu rufen mit den Professoren Arno Forchert, Gerhard Allroggen und Klaus Rönnau, später u. a. Detlef Altenburg, Silke Leopold, Werner Keil, Joachim Veit, Rebecca Grotjahn, Andreas Münzmay, Antje Tumat und Dominik Höink. Mit einer Vorlesung von Arno Forchert wurde der neue Studiengang Musikwissenschaft im Frühjahr 1978 eröffnet.
Anfang 1991 wurde per Ministeriumserlass das Musikwissenschaftliche Seminar als gemeinsame Einrichtung der Universität Paderborn und der Hochschule für Musik Detmold institutionalisiert, wobei das wissenschaftliche Personal dienstrechtlich an der Uni Paderborn und das nichtwissenschaftliche an der HfM Detmold beheimatet ist. Sitz des Seminars ist Detmold. Zunächst untergebracht im Haus Allee 20, bezog das Seminar im Jahre 1995 eine Villa in der Gartenstraße 20 und 2016 den Neubau im Forum Wissenschaft-Bibliothek-Musik an der Hornschen Straße, unter einem Dach mit der in einem Kooperationsmodell getragenen Detmolder Musikbibliothek, die u. a. die Funktion der Institutsbibliothek des Musikwissenschaftlichen Seminars innehat.

## Tätigkeit
Am Musikwissenschaftlichen Seminar lehren und forschen circa 25 Wissenschaftliche Mitarbeiterinnen und Mitarbeiter, Professorinnen und Professoren. Das Seminar betreibt als Studiengänge der Universität Paderborn zwei Bachelorstudiengänge (BA Musikwissenschaft mit Wahlschwerpunkt Musiktheaterwissenschaft oder mit künstlerischem Studienanteil an der HfM, d. h. mit integriertem Instrumental-, Gesangs- oder Kompositionsstudium; Zwei-Fach-BA Kulturwissenschaften) und zwei Masterstudiengänge (MA Musikwissenschaft; Zwei-Fach-MA Kultur und Gesellschaft); zudem ist es verantwortlich für die musikwissenschaftlichen Anteile in vielen weiteren Studiengängen (Populäre Musik und Medien, Lehramt Musik, instrumentalpädagogische und künstlerische Studiengänge).
Von zentraler Bedeutung ist die Forschung mit gewachsenen Schwerpunkten auf der musikwissenschaftlichen Genderforschung und auf Langzeitprojekten in der Editionsphilologie. Unter anderem sind hier Arbeitsstellen des NFDI-Konsortiums NFDI4Culture, sowie der von der Akademie der Wissenschaften und der Literatur Mainz betreuten Langzeitprojekte Carl-Maria-von-Weber-Gesamtausgabe und „Beethovens Werkstatt“ beheimatet. Der Virtuelle Forschungsverbund Edirom (ViFE) und das Zentrum Musik – Edition – Medien (ZenMEM) des Bundesministeriums für Forschung und Bildung, der Universität Paderborn, der HfM Detmold und der Hochschule Ostwestfalen-Lippe entwickeln hier seit 2006 die in zahlreichen Musikverlagen und Forschungsplattformen eingesetzte Edirom-Technologie sowie seit 2007 den internationalen XML-Standard für Musiknotation der Music Encoding Initiative (MEI) mit. Das Musikwissenschaftliche Seminar ist mit seinen Projekten Teil des Profilbereichs „Digital Humanities“ der Universität Paderborn.